# SV Austria Salzbourg (2005)
Ne doit pas être confondu avec Red Bull Salzbourg.
Maillots
SV Austria Salzburg est un club de football autrichien, basé dans la ville de Salzbourg. Le club a été fondé en 2005 par des supporters de l’ancien SV (Austria) Salzburg, après que celui-ci a été renommé FC Red Bull Salzburg par ses nouveaux propriétaires, qui ont également changé les couleurs traditionnelles du club – le violet et le blanc – en rouge et blanc.
Le club a commencé à participer en 2006 au septième échelon du système de ligues national autrichien, et a ensuite gravi quatre divisions consécutives pour atteindre, en 2010, la troisième division : la Regionalliga West. En 2015, le club a obtenu la promotion en Erste Liga, un niveau en dessous de la Bundesliga autrichienne, avant d’être relégué un an plus tard. Austria évolue actuellement dans le groupe Ouest de la Regionalliga autrichienne pour la saison 2024-2025.

## Historique
L’histoire de l’ancien SV Austria Salzburg jusqu’en 2005 est désormais associée au FC Red Bull Salzburg, car Red Bull a repris et transformé le club cette année-là. Elle constitue également la préhistoire du club nouvellement fondé. Avant la réforme de 2005, le club avait remporté la Bundesliga autrichienne à trois reprises et avait également atteint la finale de la Coupe UEFA 1993-1994 contre l’Internazionale Milano, sous la direction de l’entraîneur Otto Barić.
Le 13 juin 2005, après des semaines de protestations et de rejet, Austria Salzburg, fondé en 1933, devient Red Bull Salzburg, et ses couleurs traditionnelles violettes deviennent rouges et blanches (seul le gardien de but porte encore des chaussettes violettes).
Le changement de couleurs et d’emblème a provoqué une vive colère, éloignant une grande partie des supporters. Rapidement, un nouveau club reprenant l’ancien nom et les anciennes couleurs a été créé.
Le club a été fondé le 13 septembre 1933 et refondé le 7 octobre 2005, quelques mois après le rachat du club originel par Red Bull. Le club originel avait été fondé sous le nom de SV Austria Salzburg, à la suite de la fusion des deux clubs de la ville, Hertha et Rapid. En 1950, le club a été dissous, puis refondé plus tard la même année. Il a accédé à la première division autrichienne en 1953 et a terminé 9e sur 14 clubs lors de sa première saison à ce niveau, évitant la relégation avec cinq points d’avance.
Parmi les joueurs célèbres ayant évolué au sein du club jusqu’en 2005 figurent Oliver Bierhoff, Thomas Häßler, Heimo Pfeifenberger, Thomas Winklhofer, Maynor Suazo, Hans Krankl, Otto Konrad et Toni Polster.
- 2005 : le groupe Red Bull rachète la licence en Bundesliga du SV Austria Salzbourg, renomme le club en Red Bull Salzbourg et change les couleurs du club
- 2005 : un nouveau club nommé SV Austria Salzbourg est refondé par les supporters et conserve l'identité visuelle de l'ancienne structure
- 2006 : le club dispute ses matchs avec le PSV/Schwarz-Weiß Salzbourg dans une communauté de jeu nommé PSV/Austria Salzbourg en Landesliga Salzbourg
- 2006 : le club redémarre seul en 2. Klasse Nord A, la septième division.
- 2007 : Champion du 2. Klasse Nord A (D7)
- 2008 : Champion du 1. Klasse Nord (D6)
- 2009 : Champion du 2.Landesliga (D5)
- 2010 : Champion du Landesliga (D4)
- 2015 : Champion du Regionalliga West et promotion en Eerste Liga (D2)
- 2016 : Malgré  un retrait de points et une 9e place le club est relégué en Regionalliga West (D3) à la suite de problèmes financiers.
- 2017 : Descente en 2. Landesliga Salzburg (D5)
- 2019 : Promotion en 1. Salzburger Landesliga (D4)
- 2020 : Promotion en Salzburger Regionalliga (D3)
- 2023 : Le 26 septembre le club rencontre Red Bull Salzbourg lors du deuxième tour de la Coupe d'Autriche (défaite 0-4)[1].
- 2024 : Le club termine à la première place de Regionalliga mais n'obtient pas la licence pour la deuxième division.
- 2025 : Le club termine à la première place de Regionalliga et accède à la deuxième division.

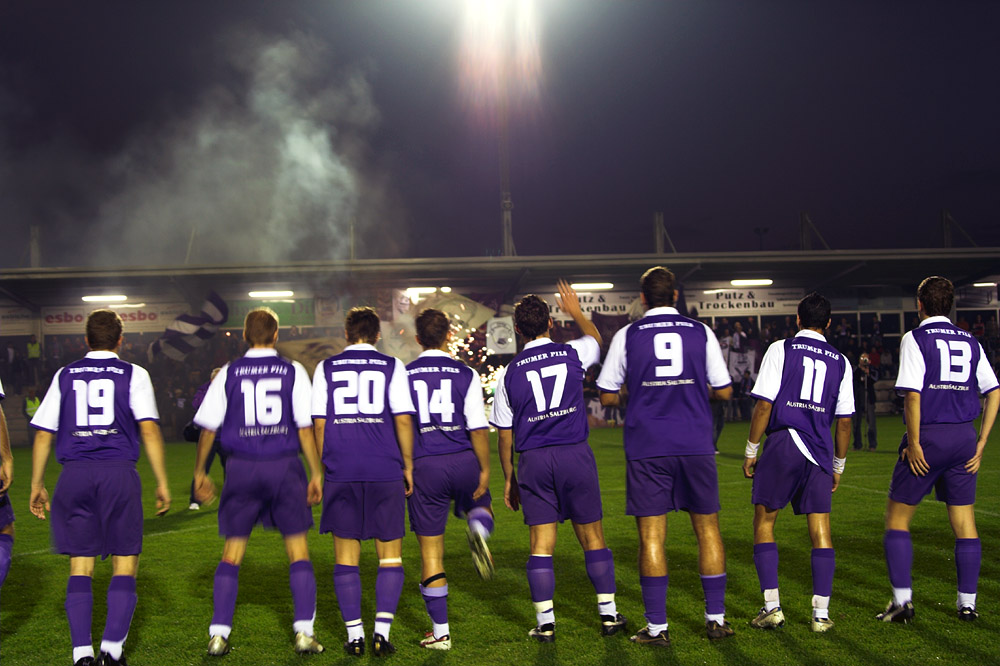
L'équipe à Seekirchen

## Entraîneurs
- Nikola Jurčević (avril 2005)
- Manfred Linzmaier (avril 2005 - juin 2005)
- August Kofler (juin 2006 - février 2008)
- Gerhard Stöger (mars 2008 - juin 2008 )
- Miro Bojceski (juin 2008 - décembre 2008)
- Dietmar Emich (décembre 2008 - septembre 2011)
- Gerhard Stöger (septembre 2011 - novembre 2011)
- Thomas Hofer (décembre 2011 - juin 2013)
- Miroslav Polak (juin 2013 - juin 2014)
- Klaus Schmidt (juin 2014 - novembre 2014)
- / Jörn Andersen (janvier 2015 - décembre 2015)
- Gerald Baumgartner (décembre 2015 - juin 2016)
- Dietmar Emich (juin 2016 - avril 2017)
- Atilla Piskin (avril 2017 - juin 2017)
- Markus Schneidhofer (juin 2017 - décembre 2017)
- Christian Schaider (depuis décembre 2017)

## Palmarès
- 2. Klasse Nord A
  - Champion : 2007
- 1. Klasse Nord
  - Champion : 2008
- 2. Landesliga Nord
  - Champion : 2009
- 1. Landesliga
  - Champion : 2010
- Regionalliga West
  - Champion : 2014[Notes 1]
  - Champion : 2015.
  - Champion : 2024. En 2024, le SV Austria Salzbourg termine premier de son championnat mais n'est pas promu.
  - Champion : 2025.

## Bilan saison par saison
| Saison    | Division               | Niveau | Place | Matchs | G  | N  | P  | Buts   | Points | Remarques                                                      |
| --------- | ---------------------- | ------ | ----- | ------ | -- | -- | -- | ------ | ------ | -------------------------------------------------------------- |
| 2005-2006 | 1. Landesliga          | 4      | 11/14 | 26     | 08 | 03 | 15 | 035:65 | 27     | en association avec le PSV Schwarz-Weiß                        |
| 2006-2007 | 2. Klasse Nord A       | 7      | 01/14 | 26     | 24 | 01 | 01 | 109:8  | 73     | Promotion en 1. Klasse Nord                                    |
| 2007-2008 | 1. Klasse Nord         | 6      | 01/14 | 26     | 25 | 0  | 01 | 094:10 | 75     | Promotion en 2. Landesliga Nord                                |
| 2008-2009 | 2. Landesliga Nord     | 5      | 01/14 | 26     | 21 | 04 | 01 | 090:28 | 67     | Promotion en 1. Landesliga                                     |
| 2009-2010 | 1. Landesliga          | 4      | 01/14 | 26     | 19 | 03 | 04 | 068:24 | 60     | Promotion en Regionalliga West                                 |
| 2010-2011 | Regionalliga West      | 3      | 05/16 | 30     | 15 | 09 | 06 | 061:37 | 54     |                                                                |
| 2011-2012 | Regionalliga West      | 3      | 08/16 | 30     | 12 | 04 | 14 | 054:54 | 40     | Vainqueur de la coupe régionale                                |
| 2012-2013 | Regionalliga West      | 3      | 02/16 | 30     | 21 | 05 | 04 | 077:21 | 68     | Vainqueur de la coupe régionale                                |
| 2013-2014 | Regionalliga West      | 3      | 01/16 | 30     | 25 | 04 | 01 | 096:15 | 79     | Vainqueur de la coupe régionale, vaincu en finale des barrages |
| 2014-2015 | Regionalliga West      | 3      | 01/16 | 30     | 23 | 04 | 03 | 071:23 | 73     | Promotion en Erste Liga                                        |
| 2015-2016 | Erste Liga             | 2      | 09/10 | 36     | 07 | 11 | 18 | 045:73 | 26     | Relégation en Regionalliga West                                |
| 2016-2017 | Regionalliga West      | 3      | 15/16 | 30     | 04 | 11 | 15 | 043:62 | 23     | Relégation en 2. Landesliga Salzburg                           |
| 2017-2018 | 2. Landesliga Salzburg | 5      | 07/16 | 30     | 11 | 08 | 11 | 057:50 | 41     |                                                                |
| 2018-2019 | 2. Landesliga Salzburg | 5      | 02/16 | 30     | 21 | 7  | 2  | 092:31 | 70     | Promotion en 1. Landesliga Salzburg (Eliteliga Salzburg)       |
| 2019-2020 | Regionalliga Salzburg  | 3      | 08/10 | 18     | 5  | 3  | 10 | 027:31 | 18     | Saison COVID                                                   |
| 2020-2021 | Regionalliga Salzburg  | 3      | 02/10 | 14     | 9  | 1  | 4  | 021:15 | 28     | Saison COVID                                                   |
| 2021-2022 | Regionalliga Salzburg  | 3      | 02/10 | 18     | 12 | 2  | 4  | 040:17 | 38     | échec lors des barrages de promotion                           |
| 2022-2023 | Regionalliga Salzburg  | 3      | 03/12 | 22     | 14 | 4  | 4  | 051:22 | 47     | Place assurée dans la nouvelle Regionalliga Ouest              |
| 2023-2024 | Regionalliga Ouest     | 3      | 01    | 30     | 20 | 6  | 4  | 093:34 | 66     | Promotion refusée                                              |

## Stades
- PSV centre du sports printemps 2006 (dans une communauté de jeu avec le PSV/Schwarz-Weiß Salzbourg)
- SAK-Platz (Salzbourg-Nonntal) le dernier match en 2005/06
- UFC-Platz (Salzbourg-Nonntal) 2006/07
- ASKÖ-Sportanlage (Salzbourg-Maxglan) 2007/08
- My Phone Austria Stadion (actuellement)

## Galerie de photos

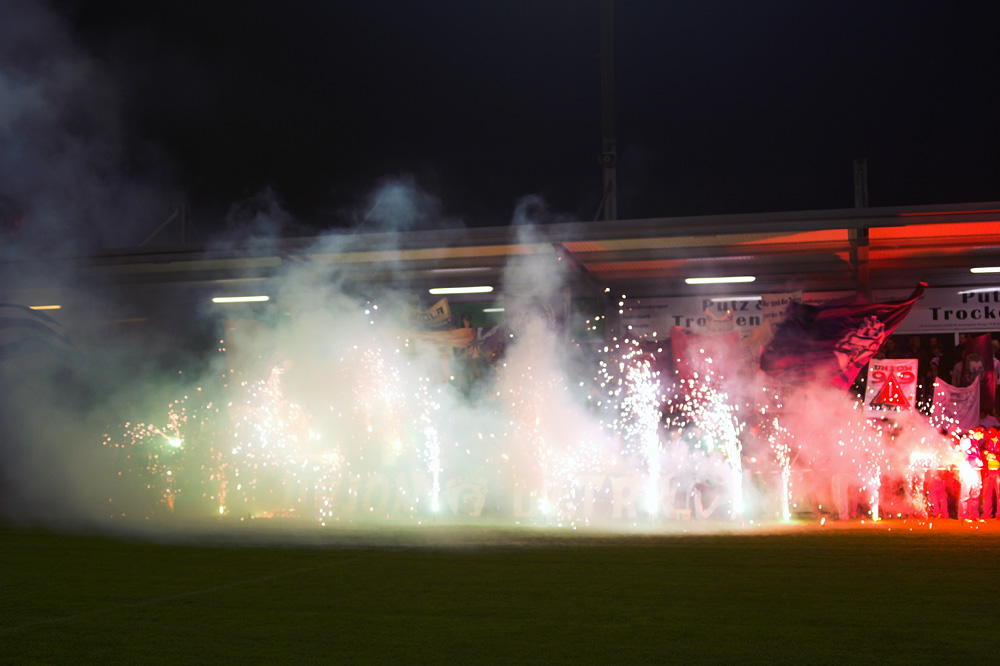
Austria-Seekirchen 1b 2006
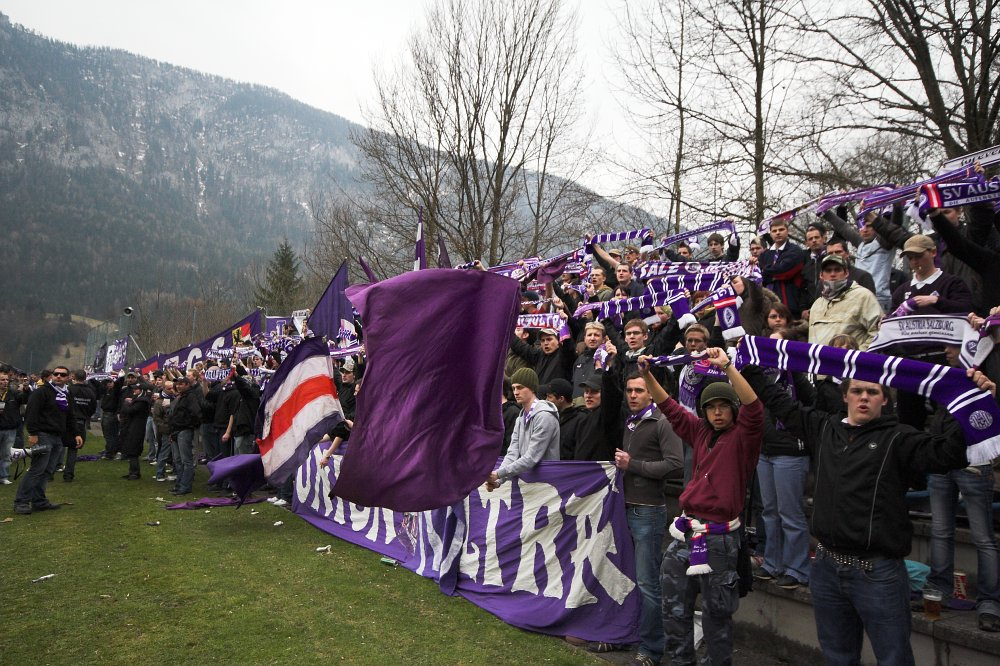
TSV Unken-Austria 2007
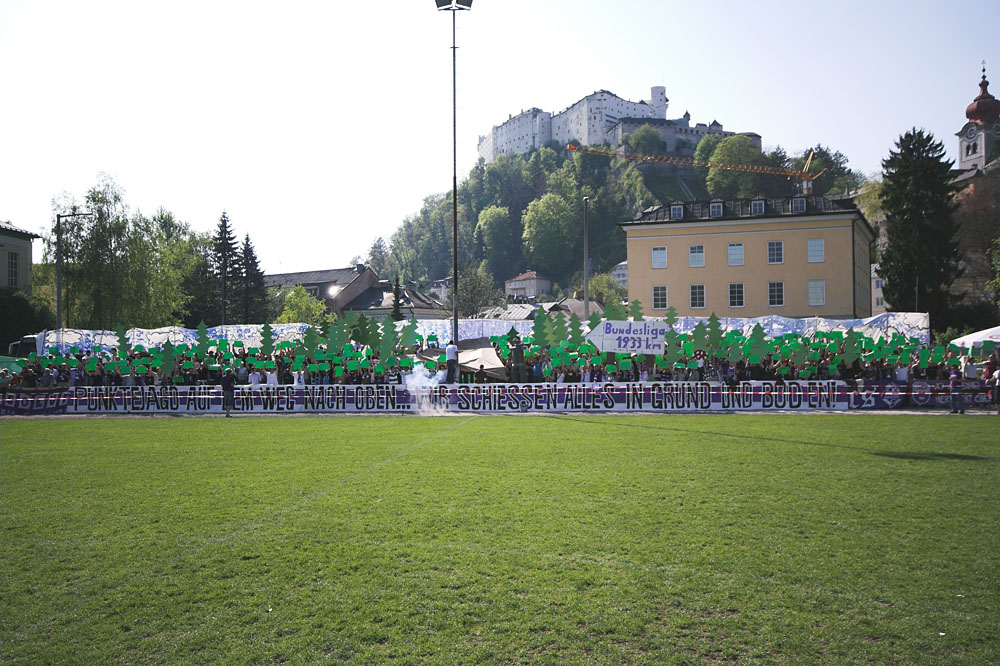
Austria-Schleedorf 2007